# Рафаела Соуза
Рафаела Леоне Карваљо Соуза (порт. Rafaelle Leone Carvalho Souza; рођена 18. јуна 1991. године у месту Сипо, Бразил) је фудбалерка из Бразила и члан је женске бразилске репрезентације. Најчешће носи дрес са бројем 4.
Рафаела Соуза тренутно игра за „Орландо Прајд” у Националној женској фудбалској лиги у Америци и капитен је женске фудбалске репрезентације Бразила.
Рафаела је раније играла за „Универзитет Мисисипи” током своје колеџ фудбалске каријере у Сједињеним Државама а професионално је играла за Хјустон Даш, Сао Франциско, Америку Миниеро, Чангчунг Даџонг Џоујуе, Палмеирас и Арсенал.

## Клупска каријера
У јануару 2014, Рафаел је изабрана у другој рунди НВСЛ Колеџ драфта 2014. од стране тима за проширење „Хјустон Даша”. Након што је одиграла једну сезону, Хјустон Даш ју је се одрекао, али је ФК Канзас Сити стекао њена права следеће недеље.  У марту 2015. Канзас Сити је објавио да Рафаела неће играти у сезони Националне женске фудбалске лиге 2015. јер је била на тренингу са својом репрезентацијом Бразила.
Рафаела је 2016. године потписала уговор са Чангчунг Даџонг Џоујуе из Кинеске женске Супер лиге, једна је од три бразилске играчице које су то учиниле, поред Ракел и Дарлене. Услови уговора нису објављени, али у интервјуу за Глобо Еспорте, Рафаела је рекла да је плата знатно већа него што би могла да заради у Бразилу. Године 2017, друга бразилска репрезентативка Кристијана придружила јој се у Чангчунг Џоујуе.
Године 2022, Рафаелс је прешла у ЖФК Арсенал као слободна играчица из Чангчунг Џоујуеа. Била је прва Бразилка која је играла за ЖФК Арсенал.
Дана 3. јула 2023. године, објављено је да је Рафаела потписала двоипогодишњи уговор са Орландо Придом из Националне женске фудбалске лиге, придруживши се тиму након завршетка ФИФА Светског првенства за жене 2023. године.

## Репрезентативна каријера
Рафаела је играла за младе селекције Бразила на инаугурационом ”Светском првенству у фудбалу за У-17 за жене, на Новом Зеланду 2008. године и на „Светском првенству за жене за У-20 2010”. одржаном у Немачкој. Њен деби у сениорској конкуренцији дошао је у децембру 2011. као замена на утакмици у победи над Чилеом резултатом 4 : 0 на „Торнеио Интернасионал Сидаде де Сао Пауло де футбол феминино 2011.” године. Свој први меч за сениорски тим Бразила почела је у марту 2012, против Канаде.
У фебруару 2015, Рафаелле је укључена у 18-месечни резидентни програм намењен припреми репрезентације Бразила за Светско првенство у фудбалу за жене 2015. у Канади и Олимпијске игре у Рију 2016. године.
На „ФИФА Светском првенству за жене 2015.” Рафаелле је успоставила провизорно партнерство са саиграчицом, Моником, као центар-бек. Овај тандем се показао као успешан, оне су сачувале чисте мреже у сва три сусрета пошто се Бразил квалификовао из своје групе без примљеног гола. У мечу другог кола против Аустралије, Бразил је напустио такмичење након пораза 1 : 0. Рафаела је остала у Канади као део бразилске селекције за Панамеричке игре 2015. у Торонту.
Рафаела је била капитен бразилског тима до њихове четврте узастопне победе на Копа Америка у фудбалу за жене 2022.
У јуну 2023. године објављено је да ће она бити капитен Бразила на ФИФА Светском првенству за жене у Аустралији и Новом Зеланду. Током игара делила је капитенску траку са Мартом која је обично улазила у другом полувремену утакмица.

### Голови за репрезентацију
| Гол # | Датум              | Место                | Противник | #   | Скор код постигнутог гола | Крајњи резултат утакмице | Такмичење              |
| ----- | ------------------ | -------------------- | --------- | --- | ------------------------- | ------------------------ | ---------------------- |
| 1     | 22. јул 2015.      | Торонто, Канада      | Мексико   | 1.2 | 2 : 1                     | 4 : 2                    | Панамеричке игре 2015. |
| 2     | 22. јул 2015.      | Торонто, Канада      | Мексико   | 2.2 | 4 : 2                     | 4 : 2                    | Панамеричке игре 2015. |
| 3     | 6. октобар 2017.   | Фуенлабрада, Шпанија | Шпанија   | 1.1 | 1 : 2                     | 1 : 2                    | Пријатељска утакмица   |
| 4     | 25. новембар 2017. | Оваље, Чиле          | Чиле      | 1.1 | 0 : 2                     | 0 : 4                    | Пријатељска утакмица   |
| 5     | 7. април 2018.     | Кокимбо, Чиле        | Еквадор   | 1.1 | 5 : 0                     | 8 : 0                    | Копа Америка 2018      |
| 6     | 27. новембар 2020. | Сао Пауло, Бразил    | Еквадор   | 1.1 | 4 : 0                     | 6 : 0                    | Пријатељска утакмица   |
| 7     | 1. децембар 2020.  | Сао Пауло, Бразил    | Еквадор   | 1.2 | 4 : 0                     | 8 : 0                    | Пријатељска утакмица   |
| 8     | 1. децембар 2020.  | Сао Пауло, Бразил    | Еквадор   | 2.2 | 5 : 0                     | 8 : 0                    | Пријатељска утакмица   |

## Успеси
Палмеирас
- Куп Паулиста за жене: 2021.

Арсеналl
- Лига куп: 2022/23.[16]

Бразил
- Копа Америка за жене: 2018, 2022
- Панамеричке игре: 2015.
- Куп Онаверује : Друго место 2021.